# Schuppenköpfe
Die Schuppenköpfe (Cephalaria) sind eine Pflanzengattung aus der Unterfamilie der Kardengewächse (Dipsacoideae).

## Beschreibung

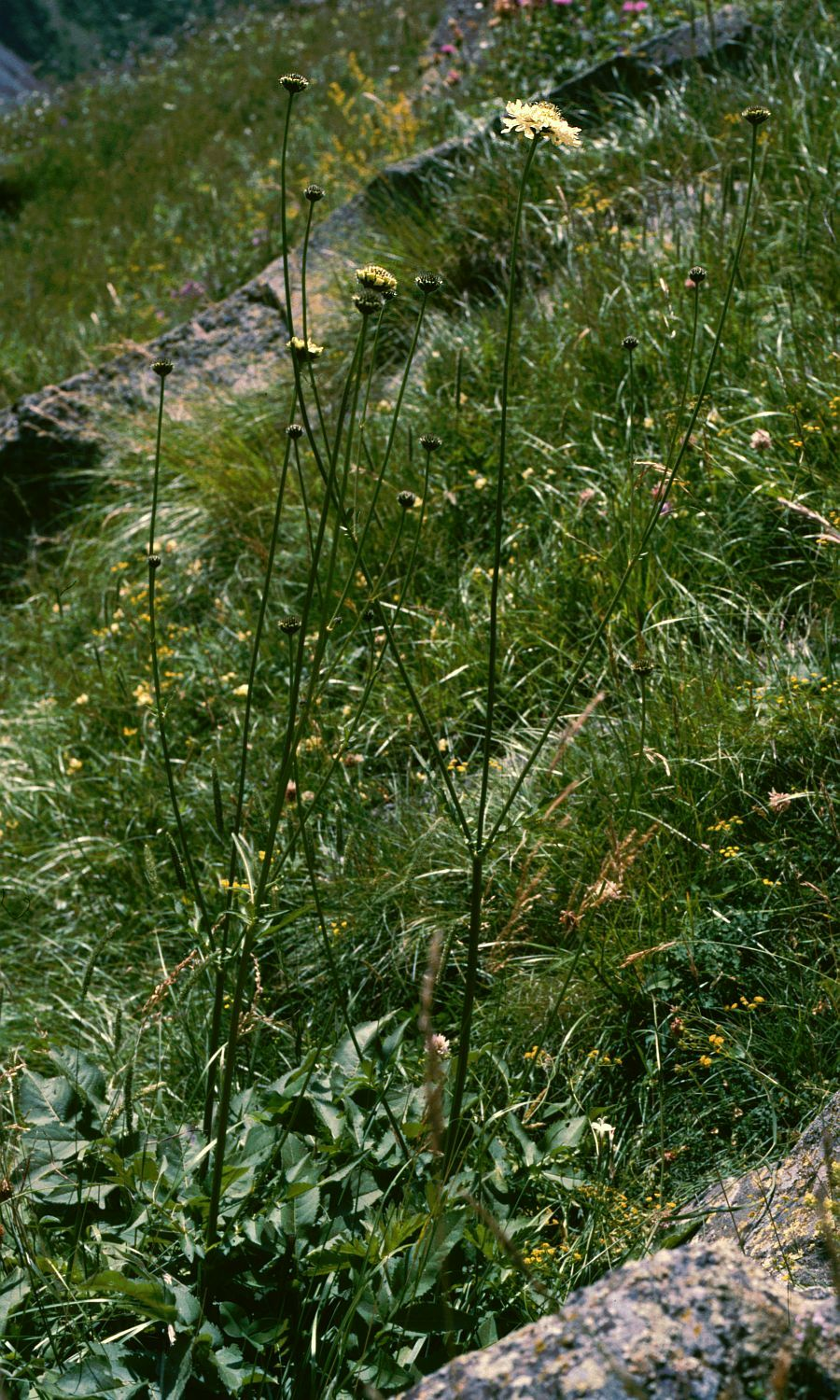
Habitus des Riesen-Schuppenkopfs (Cephalaria gigantea)

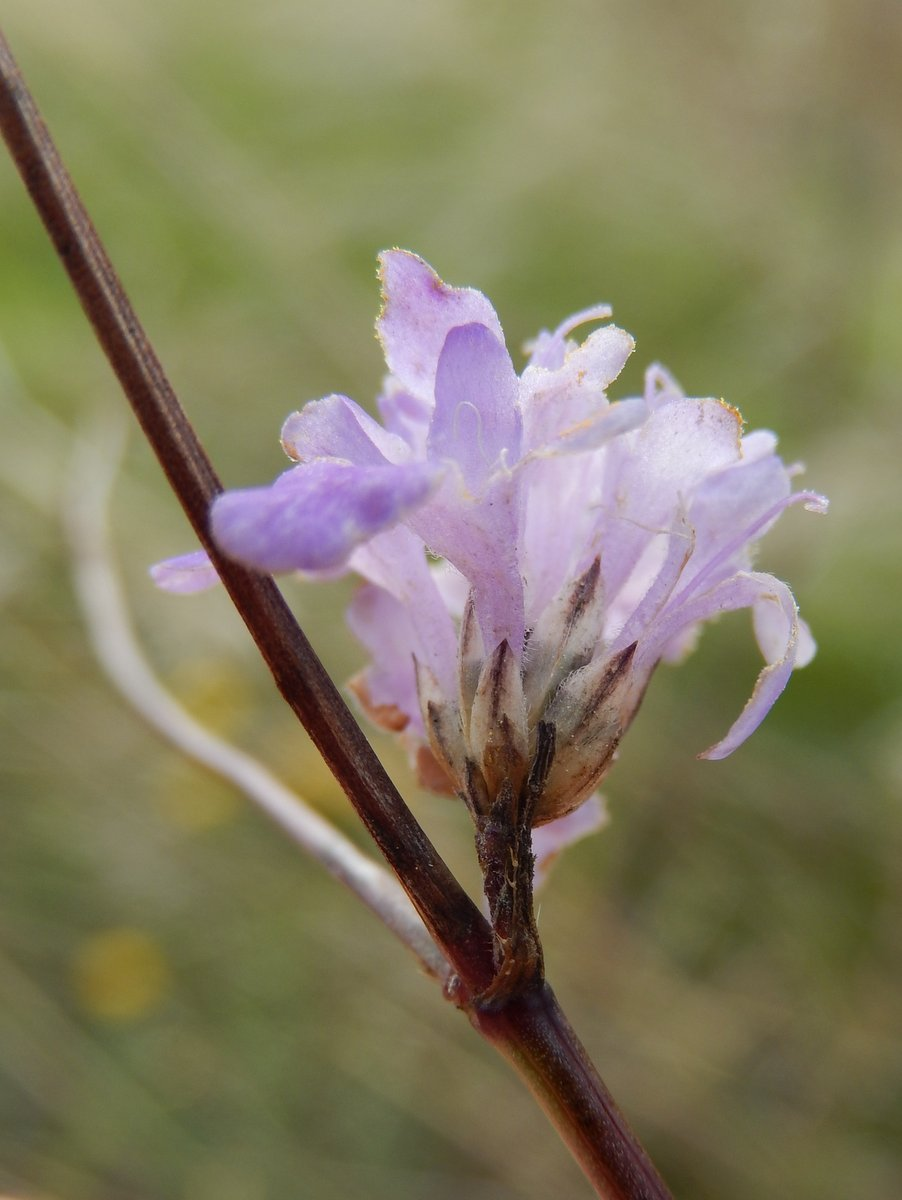
Blütenkorb des Siebenbürger Schuppenkopfs (Cephalaria transsylvanica)

### Vegetative Merkmale
Die Schuppenkopf-Arten sind einjährige oder ausdauernde, krautige Pflanzen, die Wuchshöhen von 80 bis 200 Zentimetern erreichen. Die oberirdischen Pflanzenteile sind behaart oder kahl.
Die Laubblätter stehen stets gegenständig. Es gibt keine Nebenblätter.

### Generative Merkmale
Der Blütenstand ist körbchenförmig und ähnelt dem der Korbblütler. Die Hüllblätter sind ledrig. Der Korbboden ist größer als das vier- bis achteckige Involucrum.
Die zwittrigen Blüten sind vierzählig mit doppelter Blütenhülle (Perianth). Der Kelch ist becherförmig mit einem vielzahnigen Rand. Die Kronblätter sind miteinander verwachsen. Die Staubblätter sind nicht zu einer Röhre verwachsen.
Die zwei Fruchtblätter sind zu einem unterständigen Fruchtknoten verwachsen.
Sie bilden einsamige Früchte die Achänen ähnlich sind.

## Etymologie
Der deutsche Trivialname Schuppenkopf leitet sich von dem für alle Kardengewächse typischen köpfchenförmigen Blütenstand ab. Auch der wissenschaftliche Name Cephalaria bezieht sich hierauf, er stammt vom altgriechischen κεφαλή kephalē für Kopf.

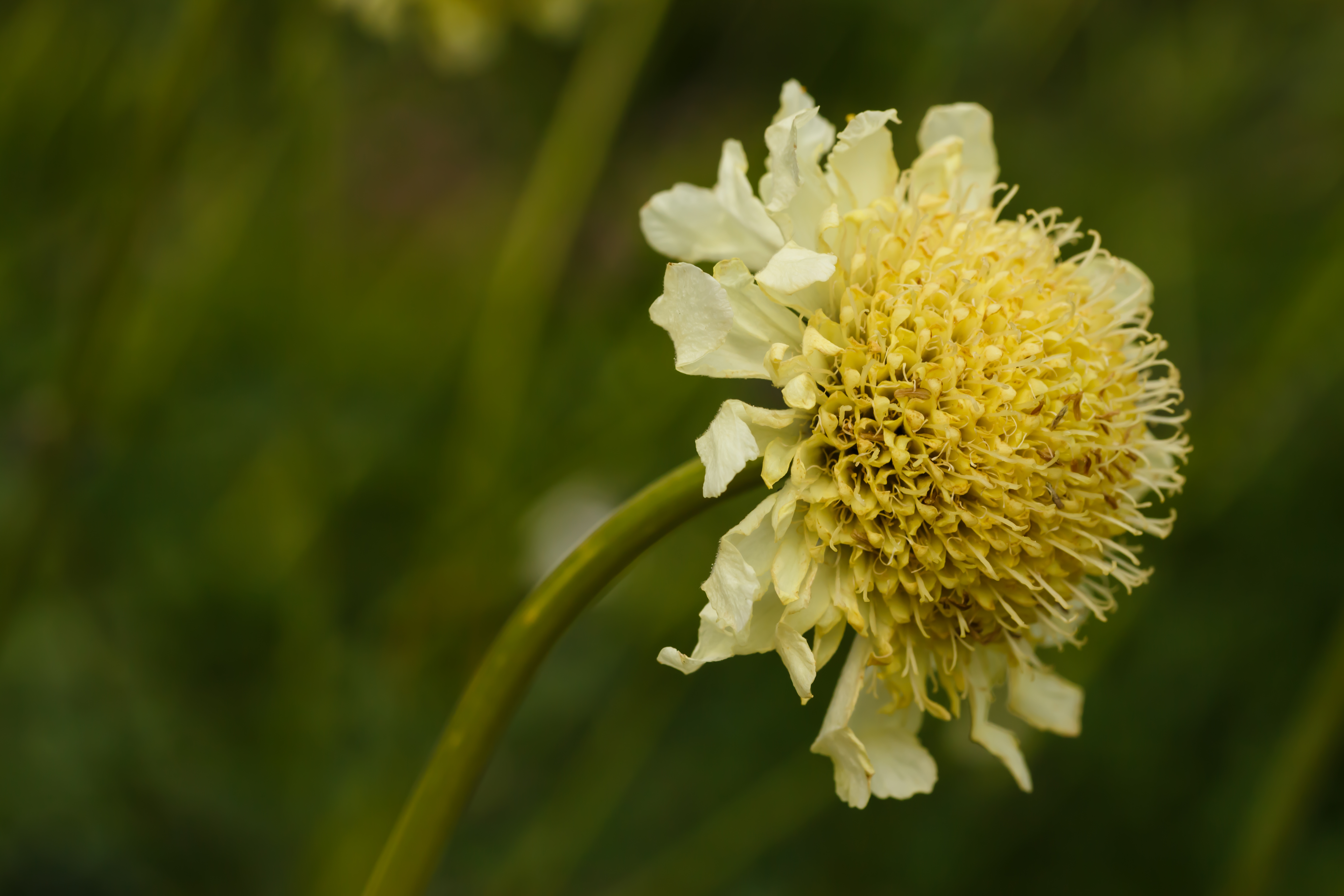
Cephalaria balansae

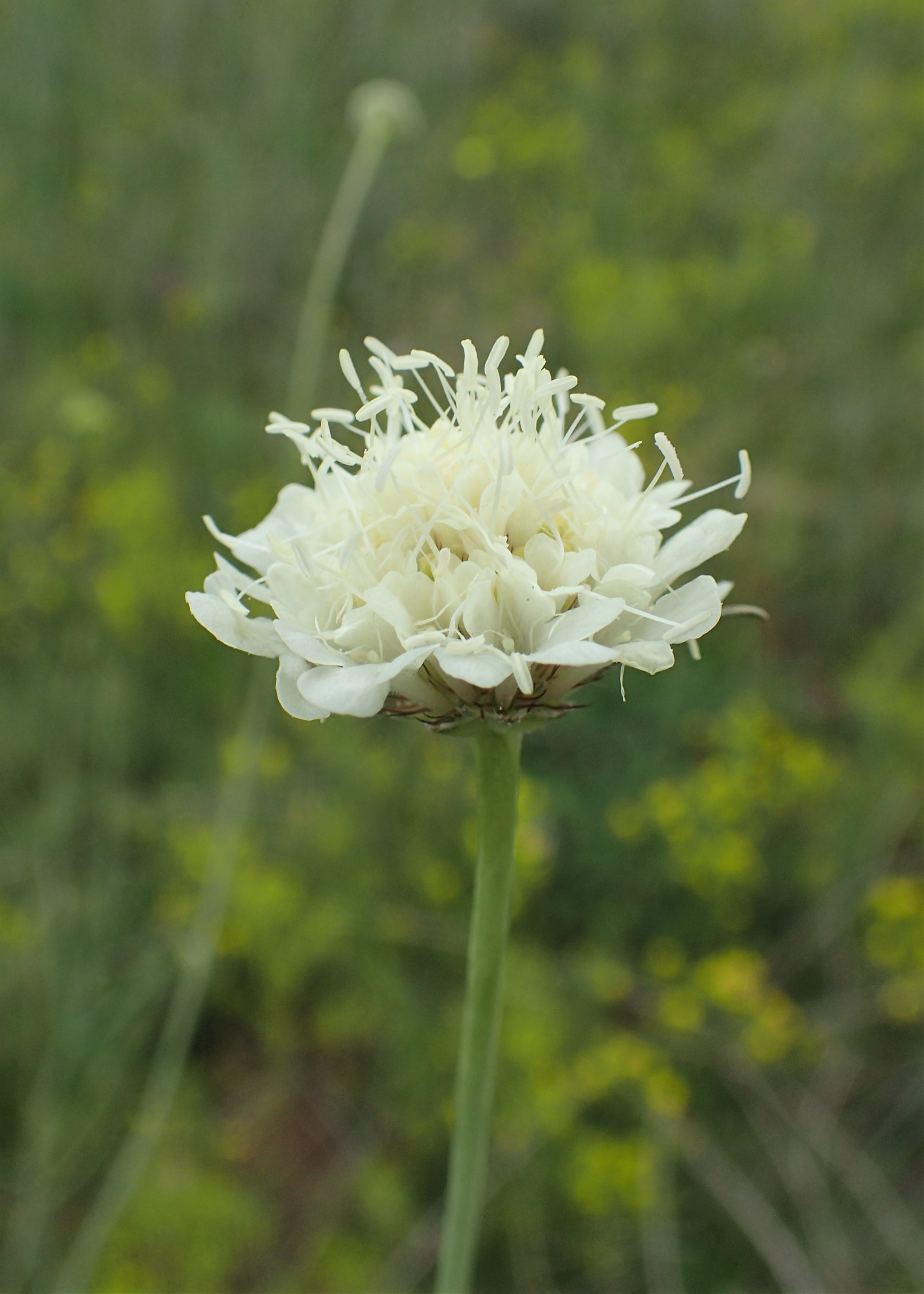
Cephalaria flava

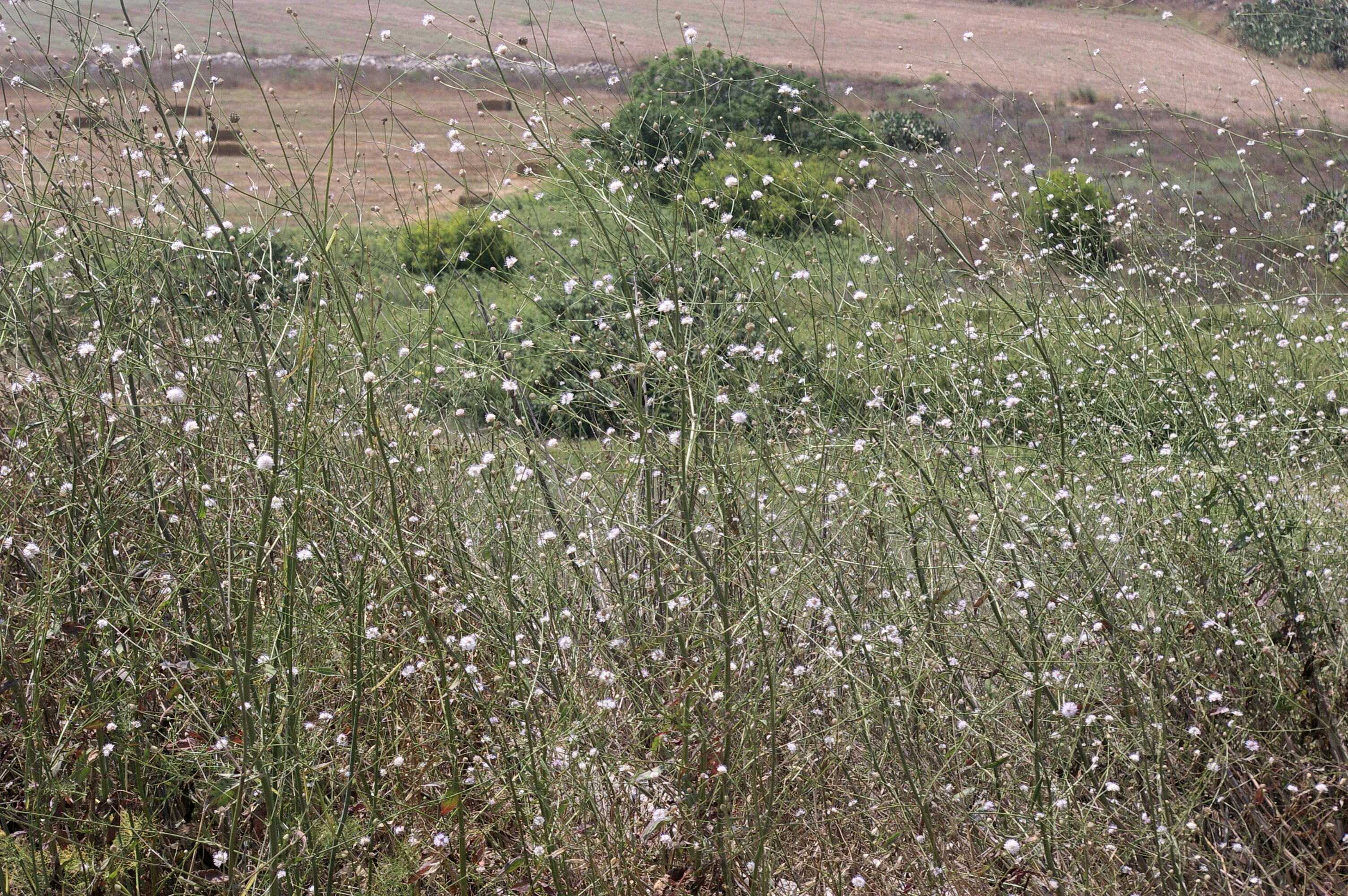
Cephalaria joppensis

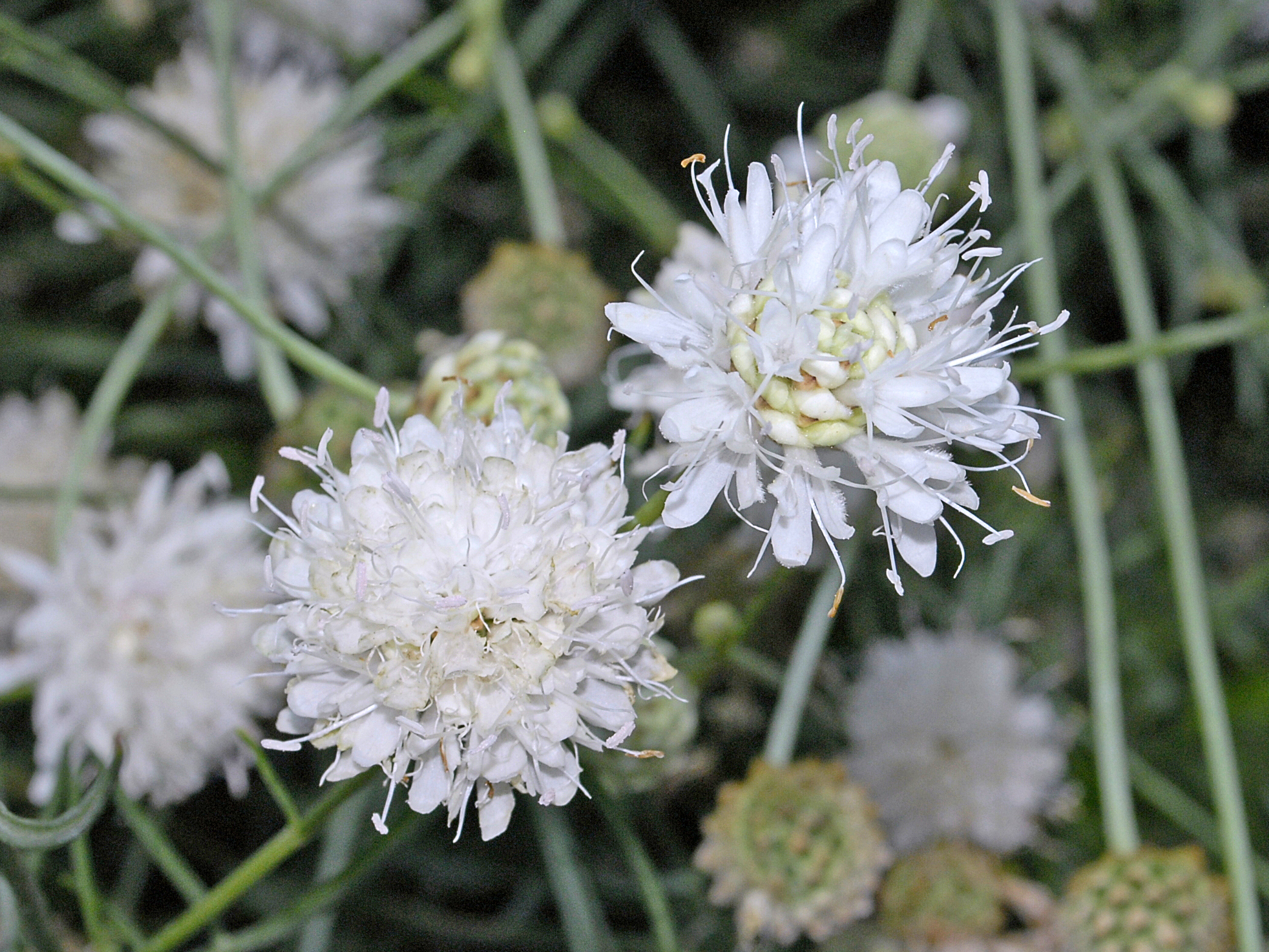
Weißblütiger Schuppenkopf (Cephalaria leucantha)

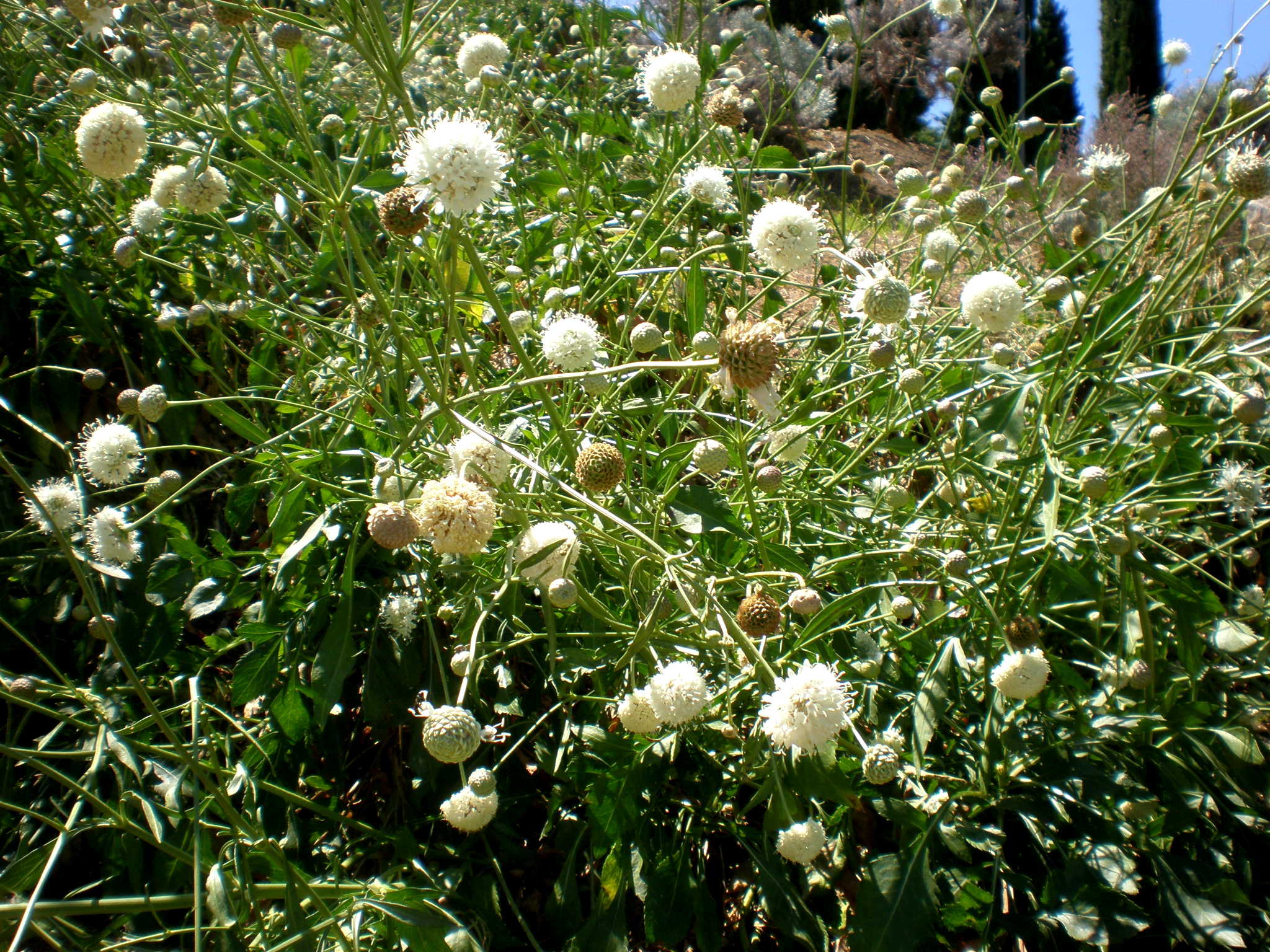
Cephalaria squamiflora

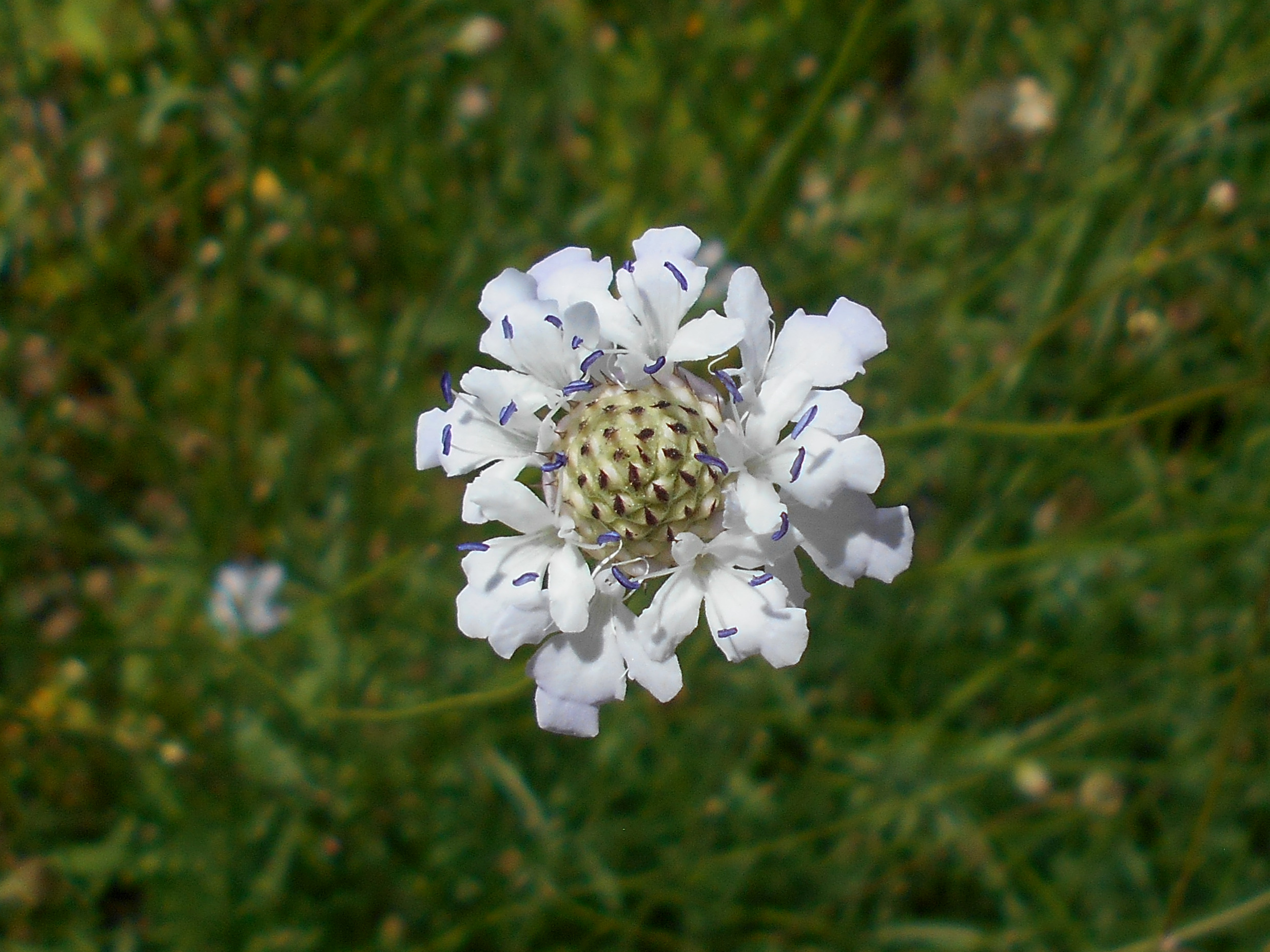
Siebenbürger Schuppenkopf (Cephalaria transsylvanica)

## Systematik und Verbreitung
Die Gattung Cephalaria wurde 1818 durch Heinrich Adolph Schrader in Johann Jakob Roemer und Joseph August Schultes aufgestellt.
Ihren Verbreitungsschwerpunkt hat die Gattung Cephalaria im Mittelmeerraum und in Kleinasien, sie findet sich jedoch in ganz Südeuropa, West- und Zentralasien sowie im nördlichen und südlichen Afrika.
Zur Gattung Cephalaria zählen 65 Arten, eine Auswahl ist:
- Alpen-Schuppenkopf (Cephalaria alpina (L.) Roem. & Schult.): Die Heimat sind die West- und Südalpen von Frankreich, Italien, der Schweiz und Österreich.[2] Sie kommt auch in der Slowakei vor.[1]
- Cephalaria ambrosioides (Sibth. & Sm.) Roem. & Schult.: Sie kommt in Europa auf der Balkanhalbinsel vor.[1]
- Cephalaria anatolica Shkhiyan: Sie kommt in der Türkei vor.[1]
- Cephalaria armeniaca Bordz.: Sie kommt in Aserbaidschan, Armenien und Georgien vor.[1]
- Cephalaria balansae Raus (Syn.: Cephalaria dipsacoides Boiss. & Balansa): Sie kommt im Libanon und in der Türkei vor.[1]
- Cephalaria balkharica E.A.Busch: Sie kommt in Armenien und Georgien vor.[1]
- Cephalaria brevipalea (Sommier & Levier) Litv.: Sie kommt nur in Georgien vor.[1]
- Cephalaria calcarea Albov: Sie kommt nur in Georgien vor.[1]
- Cephalaria cedrorum Mouterde: Sie kommt nur im Libanon vor.[1]
- Cephalaria cilicica Boiss. & Kotschy: Sie kommt in der Türkei vor.[1]
- Cephalaria coriacea (Willd.) Roem. & Schult. ex Steud.: In Europa kommt diese Art nur auf der Krim vor.[1]
- Cephalaria daghestanica Bobrov: Sie kommt in Georgien und im Nordkaukasus vor.[1]
- Cephalaria dirmilensis Hub.-Mor.: Sie kommt in der Türkei vor.[1]
- Cephalaria elmaliensis Hub.-Mor. & V.A.Matthews: Sie kommt in der Türkei vor.[1]
- Cephalaria fanourii Perdetz. & Kit Tan: Sie kommt in Griechenland vor.[1]
- Cephalaria flava (Sibth. & Sm.) Szabó: Sie kommt in Albanien, Bulgarien, Serbien und Griechenland vor.[1]
- Cephalaria gazipashensis Sümbül: Sie kommt in der Türkei vor.[1]
- Riesen-Schuppenkopf (Cephalaria gigantea (Ledeb.) Bobrov): Er kommt in der Türkei, der Slowakei, in Armenien, Aserbaidschan, Georgien[1] und Russland vor.[2]
- Cephalaria hakkiarica V.A.Matthews: Sie kommt in der europäischen Türkei vor.[1]
- Cephalaria isaurica V.A.Matthews: Sie kommt in der Türkei vor.[1]
- Cephalaria joppensis (Rchb.) DC.: Sie kommt in Italien einschließliche Sizilien, Israel, Jordanien und im Libanon vor.[1]
- Cephalaria kesruanica Mouterde: Sie kommt nur im Libanon vor.[1]
- Weißblütiger Schuppenkopf (Cephalaria leucantha (L.) Roem. & Schult.): Die Heimat ist Südeuropa, Marokko[1] und Algerien.[2]
- Cephalaria lycica V.A. Matthews: Sie kommt in der Türkei vor.
- Cephalaria mauritanica Pomel: Sie kommt in Marokko und in Algerien vor.[1]
- Cephalaria microdonta Bobrov: Sie kommt in Armenien, Aserbaidschan, Georgien und im Nordkaukasus vor.[1]
- Cephalaria paphlagonica Bobrov: Sie kommt in der Türkei vor.[1]
- Cephalaria peshmenii Sümbül: Sie kommt in der Türkei vor.[1]
- Strahlender Schuppenkopf (Cephalaria radiata Griseb. & Schenk): Sie kommt in Europa nur in Rumänien vor.[1]
- Cephalaria salicifolia Post: Sie kommt in der Türkei vor.[1]
- Cephalaria scoparia Contandr. & Quézel: Sie kommt in der Türkei vor.[1]
- Cephalaria sosnowskyi Kolak.: Sie kommt nur in Georgien vor.[1]
- Cephalaria speciosa Boiss. & Kotschy: Sie kommt in der Türkei vor.[1]
- Cephalaria squamiflora (Sieber) Greuter: Es gibt drei Unterarten:[1]
  - Cephalaria squamiflora (Sieber) Greuter subsp. squamiflora: Sie kommt in Griechenland, auf Kreta und auf Inseln der Ägäis vor.
  - Cephalaria squamiflora subsp. balearica (Willk.) Greuter (Syn.: Cephalaria balearica Willk.): Sie kommt auf Mallorca, Ibiza, Korsika und Sardinien vor.[1]
  - Cephalaria squamiflora subsp. mediterranea (Viv.) Pignatti (Syn.: Scabiosa mediterranea Viv.): Sie kommt nur auf Sardinien und Korsika vor.[1]
- Cephalaria stellipilis Boiss.: Sie kommt in der Türkei, in Syrien und im Libanon vor.[1]
- Syrischer Schuppenkopf (Cephalaria syriaca (L.) Roem. & Schult.): Die Heimat ist Nordafrika, Zypern, Westasien, der Kaukasusraum und Arabien[2], außerdem Serbien und die Slowakei.[1]
- Cephalaria taurica Szabó: Sie kommt in der Türkei vor.[1]
- Cephalaria tenuiloba Strid: Sie kommt in Griechenland vor.[1]
- Siebenbürger Schuppenkopf (Cephalaria transsylvanica (L.) Roem. & Schult.): Das Verbreitungsgebiet umfasst Frankreich, Italien, Ungarn, Tschechien, die Balkanhalbinsel, Rumänien, Moldawien, die Ukraine, die Türkei und den Kaukasusraum.[2]
- Ural-Schuppenkopf (Cephalaria uralensis (Murray) Roem. & Schult.): In Europa kommt diese Art nur im früheren Jugoslawien, in Rumänien, Bulgarien, Griechenland, Moldawien, in der Ukraine und in Russland vor.[1]
- Cephalaria velutina Bobrov: Sie kommt in Georgien und im Nordkaukasus vor.[1]